# Mathias Stolpe
Mathias Stolpe er en svensk bilingeniør, Dr.techn. og professor strukturel og mulidiscpilinær optimering på Danmarks Tekniske Universitets Institut for Vindenergi. Han arbejder med numerisk optimering af designs.
Stolpe blev uddannet bilingeniør på Kungliga Tekniska Högskolan i Stockholm fra 1991-1997. Han fik efterfølgende en Ph.d. i optimering og systemteori fra samme sted fra 1998-2003. Han blev ansat på DTU som adjunkt i 2003, og herefter som lektor fra 2007. I 2012 blev han seniorforsker, og i siden 2015 har han været professor på instututtet.